# Кенийско-шведские отношения
Кенийско-шведские отношения — двусторонние дипломатические отношения между Кенией и Швецией.

## История
Отношения между двумя странами остаются дружественными. В начале 1900-х первые шведские исследователи, ученые и миссионеры посетили Кению (англ.)

## Развитие сотрудничества
Швеция сотрудничает с Кенией на долгосрочной основе, чтобы сделать Кению страной с высоким среднем уровнем дохода по Стратегии 2030. Швеция также признает, что Кения играет ключевую роль в обеспечении региональной стабильности и мира
Основными направлениями для сотрудничества Кении и Швеции являются: (англ.)
- Сокращение бедности
- Управление
- Сохранение природных ресурсов и окружающей среды[4] (англ.)
- Городская застройка

В 2012 гуманитарная помощь от Швеции Кении составила 900 миллионов кенийских шиллингов (8,7 миллионов евро). Полная шведская поддержка программ развития оценена в 5,2 миллиардов кенийских шиллингов (50,2 миллиона евро).

## Экономические отношения
В 1973 обе страны подписали двойное соглашение об уклонении от уплаты налогов. Между 2003—2012 торговля между обеими странами увеличилась на 310 %. В 2012 году Кения экспортировала товары, стоящие 4,9 миллиарда кенийских шиллингов (47,34 миллионов евро) в Швецию. Кроме того, Швеция экспортировала товары, стоящие 6,3 миллиардов кенийских шиллингов (61 миллион евро)
Главный экспорт Кении в Швецию включает: кофе, цветы сокращения, фрукты и овощи
Шведский главный экспорт в Кению включает: телекоммуникационное оборудование, бумага, оборудование, произвело продукты, медицинское оборудование и транспортные средства.
Более чем 50 шведских транснациональных корпораций, таких как УТОК, Альфа Лаваль, Атлас Copco, Bahco, Ericsson, Сааб, Sandvik, Scania, SKF, TetraPak и Вольво начинают операции в Кении. Большинство фирм управляет их Африканскими действиями из Найроби.
Кению считают точкой доступа на восточноафриканские рынки.

## Дипломатические миссии
У Кении есть посольство в Стокгольме, а у Швеции — в Найроби.